# Abika (krater wenusjański)
Abika – krater uderzeniowy na powierzchni Wenus o średnicy 14,5 km, położony na 65° szerokości południowej i 104° długości wschodniej.
Decyzją Międzynarodowej Unii Astronomicznej w 1994 roku został nazwany na cześć maryjskiego imienia żeńskiego Abika.